# Stasina paripes
Stasina paripes là một loài nhện trong họ Sparassidae.
Loài này thuộc chi Stasina. Stasina paripes được Ferdinand Karsch miêu tả năm 1879.